# Вулиця Олександра Довженка (Чернігів)
Вулиця Олександра Довженка — вулиця в Новозаводському районі міста Чернігова, історично склалася місцевість (район) Третяк, Поділ — Лісковиця, Болдини гори, селище ТЕЦ; одна із головних транспортних артерій міста. Пролягає від вулиці Єлецька до вулиці Івана Мазепи.
Прилягають вулиці Старостриженська, Тиха, Успенська, Лисенка, Князя Чорного, Святославська, Варзара, Лісковицька, Межова, Троїцька, Музичний провулок, Музична, Старопосадська, Болдинський провулок.

## Історія
У 1919 році вулиця Підмонастирська перейменована на вулицю Толстого — на честь російського письменника Льва Толстого.
15 червня 1966 року вулиця протягом усієї довжини стала ділянкою нового тролейбусного маршруту № 8, зв'язавши ВО «Хімволокно» з Бобровицьким житловим масивом.
Вулиця вирізняється неповторністю планування, де кожна ділянка пов'язана з пам'ятниками архітектури та мистецтва, храмами. Між вулицями Тиха та Єлецька у північно-східному напрямку вулицю прикрашав силует Воздвиженської церкви (не збереглася), а в південно-західному над одноповерховою садибною забудовою і Лісковицьким лугом було видно край Болдиних гір, де в заплаві Десни розташовувалося урочище Городок і пристань на Десні (що за геологічними дослідженнями в давнину протікала під горою). Між вулицями Тиха та Успенська у західному напрямку відкривається панорама Свято-Троїцького собору, а у східному — Спасо-Преображенського собору. Між вулицями Успенською та Варзара був розташований храм Михаїла, на Валу — храм Федора. Біля перехрестя вулиць Довженка та Сіверянської 1983 року було виявлено підземні залишки кам'яного храму ХІІ століття.

## Забудова
Вулиця пролягає у південно-західному напрямку, роблячи кілька плавних поворотів та огинаючи Єлецьку гору та Болдини гори. Вулиця Толстого з'єднує центр міста з частиною історико-архітектурного заповідника (Чернігів стародавній) на Болдиних горах і далі з південно-західним промисловим районом, селами Чернігівського району (Павлівка, Трисвятська Слобода, Киїнка, Гущин, Жавинка), аеропортом біля села Шестовиця (нині закритий). Вулиця частково (між вулицями Лісковицькою та Старостриженською) розташована у заплаві річки Десна.
Початок вулиці (до примикання Старостриженської) проходить древнім Третьяком. Потім, огинаючи мис Єлецької Гори, прямує на південний захід, де більша частина пролягає древнім Подолом — Лісковицею. Перед (біля підніжжя та на вершині) Болдиними горами розташований Меморіал Слави, відкритий 8 травня 1986 року. Потім огинає з правого боку Болдини гори, де розташований парк на місці курганного могильника «Болдини гори» та комплекс споруд Свято-Троїцького монастиря — частина національного історико-архітектурного заповідника «Чернігів стародавній» . Курганний могильник «Болдини гори» (кургани Безіменний та Гульбище, та ще 230 курганів), що входить «Некрополь стародавнього міста Чернігова» — національна пам'ятка археології. Кінець вулиці парна сторона зайнята селищем ТЕЦ, непарна — територією колишньої фабрики музичних інструментів.
Вулиця зайнята садибною забудовою, на території селища ТЕЦ багатоповерховою житловою забудовою (4-5-поверхові будинки).
Установи:
1. будинок № 17 — школа № 4, музей історії Лісковиці — в різних будинках
2. будинок № 28 — Чернігівська фабрика лозових виробів
3. будинок № 92 — Комплекс споруд Свято-Троїцького монастиря
4. будинок № 96 — відділення зв'язку «Укрпошта» № 14
5. будинок № 110 — Чернігівський притулок для дітей віком 3-18 років
6. будинок № 110 А — Чернігівський центр соціально-психологічної реабілітації дітей
7. будинок № 116 — центр народних ремесел для дітей та юнацтва
8. будинок № 148 — школа № 24

Пам'ятники архітектури та історії:
Усі (крім 14) на території Комплексу споруд Свято-Троїцького монастиря — частина національного історико-архітектурного заповідника «Чернігів стародавній». Національні 1-7 — архітектури та історії, 8 — історії, 9-10 — архітектури
1. будинок № 92 — Свято-Троїцький собор (XVII століття)
2. будинок № 92 — Дзвіниця Троїцького собору (XVIII століття)
3. будинок № 92 — Введенська церква (XVII століття)
4. будинок № 92 — Північно-східні келії (XVII—XVIII століття)
5. будинок № 92 — Південні келії (XVII—XVIII століття)
6. будинок № 92 — Південно-західні келії (XVII—XVIII століття)
7. будинок № 92 — Архієрейський будинок (XVIII століття)
8. будинок № 92 — Могила Л. І. Глєбова (1893)
9. будинок № 92 — Друкарня (XVIII століття)
10. будинок № 92 — Стіни та ворота Троїцько-Іллінського монастиря (XVII—XVIII століття)
11. будинок № 92 — Південно-східні келії з пекарнею Троїцько-Іллінського монастиря (ХІХ століття) — місцевого значення архітектури
12. будинок № 92 — Могила Г. С. Щербини (1903, 1967) — місцевого значення історії
13. будинок № 92 — Пам'ятний знак Чернігівському козацькому полковнику С. Д. Подобайло (1999) — нововиявлений історії
14. Болдини гори — Меморіал Слави — місцевого значення історії

Є ряд значних і рядових історичних будівель, що не є пам'ятками архітектури або історії 36/2, 37, 48, 55, 51, 60/1, 68, 70, 72, 76, 80, 90.
Меморіальні дошки:
1. будинок № 17 — «автору ідеї, засновнику та першому директору музею „Історії Лісковиці“, випускнику ЗОШ І—ІІІ рівнів № 4» Анатолію Івановичу Варенику — на будівлі музею (гранітна дошка з фото)
2. будинок № 28 — «засновнику Чернігівської Лозової фабрики, талановитому організатору промислового виробництва» Борису Марковичу Гольденбергу — на будівлі фабрики (гранітна дошка з фото, 20 січня 2014 року)[6]
3. будинок № 100 — Герою Радянського Союзу Андрію Олексійовичу Бордюгову — на будинку, де жив (1965—2003)
4. будинок № 100 — заслуженому працівнику культури України, голові обласної ради військово-патріотичних об'єднань Тимофію Максимовичу Корнюшенку — на будинку, де жив (1965—2004)

Пам'ятники природи місцевого значення:
1. біля будинку № 90 — багатовіковий дуб